# (84943) Timothylinn
(84943) Timothylinn es un asteroide perteneciente al cinturón de asteroides, descubierto el 23 de noviembre de 2003 por el equipo del Catalina Sky Survey desde el Catalina Sky Survey, Arizona, Estados Unidos.

## Designación y nombre
Designado provisionalmente como 2003 WC148. Fue nombrado  en honor a Timothy Linn (n. 1970) quien es el director de ingeniería de sistemas de la misión de retorno de muestras de asteroides OSIRIS-REx. Se desempeñó como miembro de los equipos de ingeniería de las misiones de órbita lunar Phoenix Mars Lander y GRAIL.

## Características orbitales
Timothylinn está situado a una distancia media del Sol de 2,444 ua, pudiendo alejarse hasta 2,975 ua y acercarse hasta 1,913 ua. Su excentricidad es 0,217 y la inclinación orbital 26,018 grados. Emplea 1395,79 días en completar una órbita alrededor del Sol.

## Características físicas
La magnitud absoluta de Timothylinn es 14,55. Tiene 4,308 km de diámetro. Su albedo se estima en 0,151. 